# Dirce Camargo
Dirce Navarro de Camargo (1913 - 20 de abril de 2013) fue una empresaria brasileña, viuda del empresario Sebastião Camargo. Navarro de Camargo fue propietaria y matriarca del Grupo Camargo Corrêa, una empresa polirrubro de bienes y servicios en São Paulo, fundada por su marido y sus tres hijas. Dirce falleció en la noche del sábado 20 de abril de 2013, en su casa, a la edad de 100 años.
El patrimonio de Dirce Camargo ascendió a unos 11,5 mil millones de dólares en abril de 2013. En 2012, estuvo por primera vez en la lista de los 100 multimillonarios del mundo, en el ranking de Bloomberg.
De acuerdo a la clasificación de la empresa Bloomberg L.P., Dirce Camargo fue la persona con mayor fortuna de Brasil en los años 2012 y 2013; mientras que se ubicó en el lugar 60.º de los más ricos a nivel mundial en el año 2012, y 62.º en 2013. En el ranking de la revista Forbes se ubicó en el puesto 87.º, mientras que a nivel Brasil se la colocó en 4º lugar.
El grupo Camargo Corrêa actúa fundamentalmente en las áreas de ingeniería y construcción, en la producción de cemento y generación de energía. Sin embargo, también se desempeña en otras ramas, como la de calzados, controlando desde 2000 a la empresa Alpargatas S.A. (propietaria de las marcas Havaianas y Topper, entre otras).
La compañía fue fundada en 1939 por su fallecido marido, Sebastião Camargo, y actualmente está siendo controlado por Morro Vermelho Participaciones, con división igualitaria entre las tres hijas del matrimonio: Regina, Renata y Rosana. La fortuna de Dirce aumentó desde la muerte de Sebastião Camargo, en 1994. En junio de 2012 la compañía se involucró en un negocio más grande: a través de una transacción de 3 mil millones de euros, adquirió un 95% de participación en la empresa portuguesa Cimpor. El área de la construcción, el más fuerte del grupo, construyó la represa de Belo Monte y la central hidroeléctrica de Jirau en Amazonia, generando el 29,8% de los ingresos, o sea 17,3 mil millones dólares en 2011. En el año 2005, su compañía adquirió por la suma de 1000 millones de dólares la cementera argentina Loma Negra, junto con su subsidiaria ferroviaria y Ferrosur Roca, de manos de su propietaria, la también multimillonaria Amalia Lacroze de Fortabat, extendiendo de esta forma sus fronteras dentro del mercado cementero mundial.